# کاتژینا الهوتووا
کاتژینا الهوتووا (چکی: Kateřina Elhotová؛ زادهٔ ۱۴ اکتبر ۱۹۸۹) بازیکن بسکتبال اهل جمهوری چک است. وی در بازی‌های المپیک تابستانی ۲۰۰۸ و ۲۰۱۲ شرکت کرده‌است.
وی در مسابقات کشوری و بین‌المللی در مجموع برندهٔ ۱ مدال نقره شده‌است.